# Witold Pruszkowski

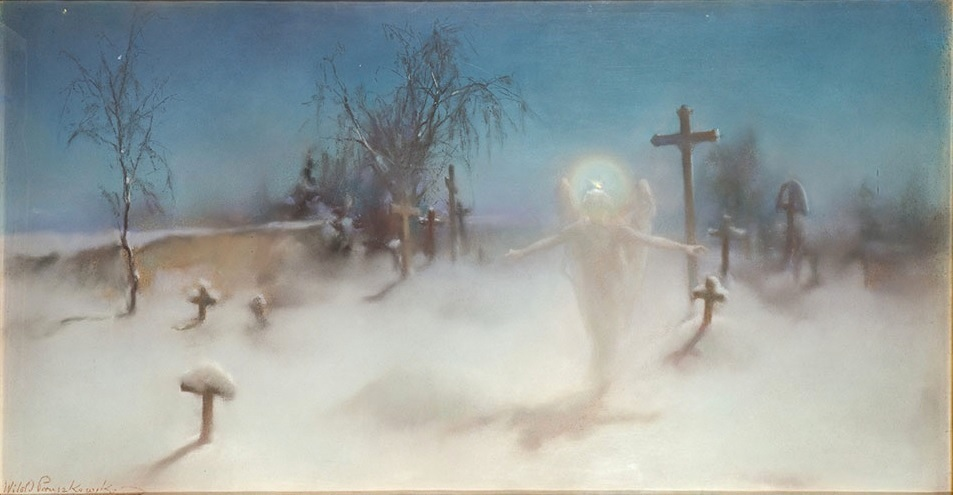
Eloé (1892), Muzeum Narodowe, Breslavia

Witold Pruszkowski (Bershad, 14 de enero de 1846-Budapest, 10 de octubre de 1896) fue un pintor simbolista polaco. 

## Biografía
Nació en Bershad, cerca de Odessa, en Ucrania. Pasó su juventud en Odessa y Kiev. Posteriormente se instaló en París, donde fue alumno de Tadeusz Górecki, y amplió sus estudios en la Academia de Bellas Artes de Múnich con Alexander von Wagner y en la Academia de Bellas Artes de Cracovia con Jan Matejko. Su obra se centró en los mitos y leyendas del folklore polaco, especialmente en la obra literaria de Juliusz Słowacki.